# Ланвайр Кайрейнион
Ланва̀йр Кайрѐйнион (на уелски: Llanfair Caereinion, произнася се по-близко до Хланва̀йр Кайрѐйнион) е град в Северен Уелс, графство Поуис. Разположен е около река Ейнион на около 30 km на запад от английския град Шрусбъри. Има турситическа теснолинейка с дължина 14 km до съседния уелски град Уелшпул. Населението му е 1616 жители според данни от преброяването през 2001 г.